# Zaborów (powiat grójecki)
Zaborów – wieś sołecka w Polsce położona w województwie mazowieckim, w powiecie grójeckim, w gminie Belsk Duży.
W latach 1975–1998 miejscowość należała administracyjnie do województwa radomskiego.
Przez miejscowość przepływa rzeka Kraska.
Na jej terenie znajduje się Publiczna Szkoła Podstawowa oraz sklep spożywczo-przemysłowy P&S.